# 沙特山 (萨尔巴赫-后格莱姆)
47°21′46″N 12°37′39″E / 47.36281°N 12.62741°E

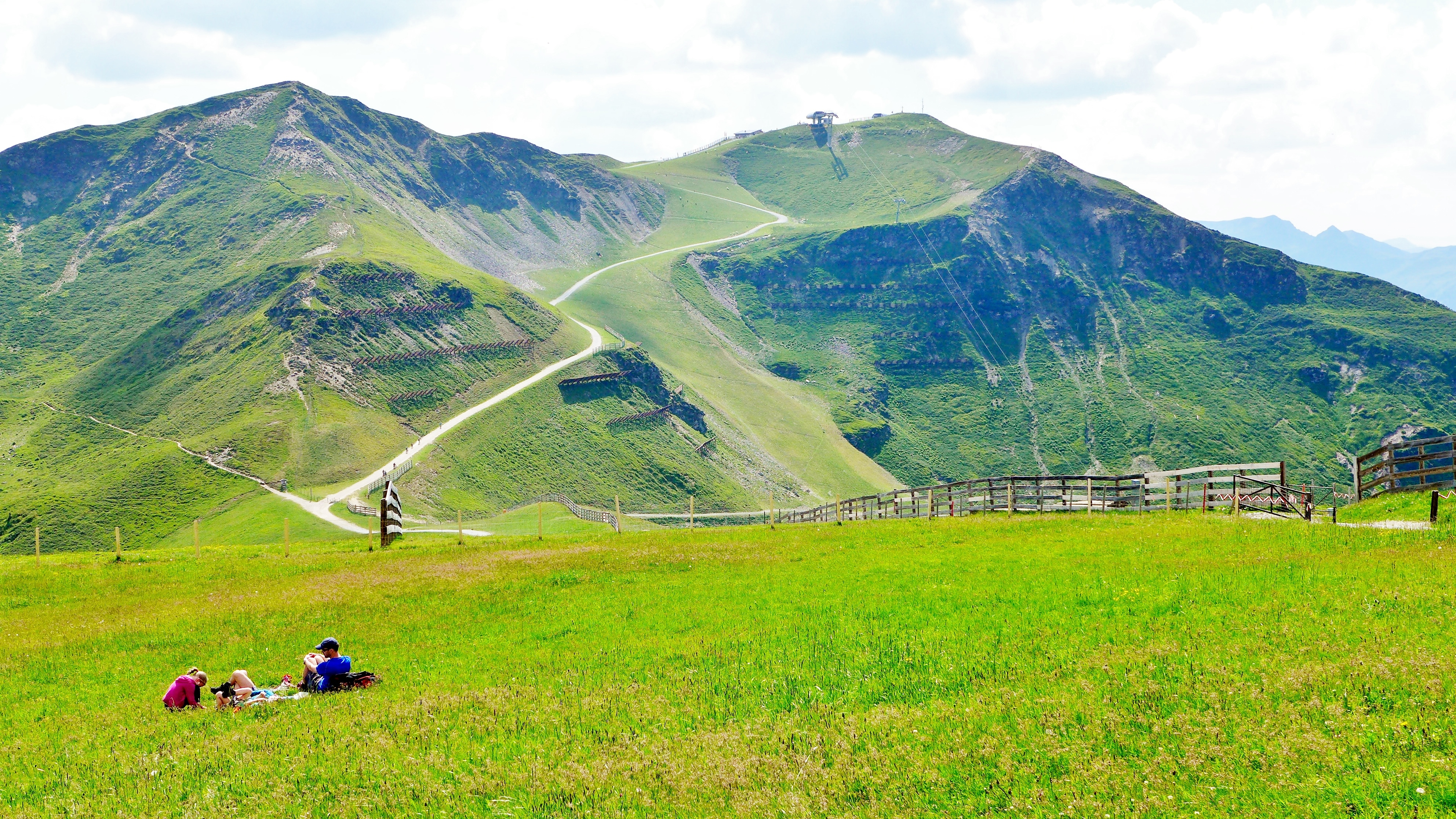

沙特山（德語：Schattberg）是奧地利薩爾茨堡州萨尔巴赫-后格莱姆的山峰，位於該國西部，屬於基茨比爾阿爾卑斯山脈的一部分，海拔高度2,097米。